# Хросьна (Куявсько-Поморське воєводство)
Хросьна (пол. Chrośna, нім. Krossen) — село в Польщі, у гміні Солець-Куявський Бидґозького повіту Куявсько-Поморського воєводства.
Населення — 163 особи (2011).
У 1975-1998 роках село належало до Бидгощського воєводства.

## Демографія
Демографічна структура станом на 31 березня 2011 року:
|          | Загалом | Допрацездатний вік | Працездатний вік | Постпрацездатний вік |
| -------- | ------- | ------------------ | ---------------- | -------------------- |
| Чоловіки | 83      | 30                 | 50               | 3                    |
| Жінки    | 80      | 20                 | 50               | 10                   |
| Разом    | 163     | 50                 | 100              | 13                   |